# آيكا
آيكا (اللفظ المجري: ‎[ˈɒjkɒ]‏) هي مدينة تقع في المجر يقطنها حوالي 35,000 نسمة. تقع على تلال باكوني.

## أهم المعالم
- كنيسة توسوكبيريند للروم الكاثوليك (باروك متأخر، 1807–1808)
- كنيسة آيكا للروم الكاثوليك (باروك متأخر، 1788)
- كنيسة آيكا للبروتستانت (باروك متأخر، 1783)
- كنيسة آيكا الأنجيلية (باروك متأخر، 1786–89)
- بيت ستيوراد (قصر مالك أراضي، القرنين 18-19)
- متحف التعدين (موقع تراث صناعي)
- مصنع الزجاج الكريستالي

## العلاقات الدولية
تربط آيكا علاقة توأمة مدن مع كلٍ من:
| - Cristuru Secuiesc، رومانيا - روفانييمي، فنلندا - أونا (ألمانيا)، ألمانيا - فايتس، النمسا |

## أعلام
- تاماس كيس
- غابور كوفاتش
- غيرغو كوفاتش
- سابولش تورو

## وصلات خارجية
- الموقع الرسمي
 باللغة الهنغارية
- Aerialphotgraphs of Ajka
- منطقة البركان المنقرض